# HESA アバビル
HESA アバビル
ヒズボラが「Mirsad-1」の名称で使用する偵察機器を搭載した双胴型のアバビル-2。レバノンのムリータに展示され、名前も「Mirsad-1」と説明されている。
- 用途：

アバビル-1: 徘徊型兵器

- アバビル-2
  - アバビル-B:  ターゲット・ドローン
  - アバビル-S: 偵察監視
  - カセフ-1: 徘徊型兵器

- アバビル-3,-4,-5: 偵察監視および戦闘

- 分類：無人航空機/UCAV
- 設計者： イラン,イラン航空機製造工業
- 製造者：イラン航空機製造工業
Syrian Scientific Studies and Research Centeren（英語版） (アバビル-3)[1]
- 運用者： イラン
- 運用者 イラク
 タジキスタン
 スーダン
 シリア など
- 初飛行：1986年[2]
- 生産数：不明
- 運用開始：1980年代
- 運用状況：現役

HESA アバビル (Ababil/ابابیل)は、イラン航空機製造工業(HESA)が製造するイランの無人航空機のシリーズである。アバビルにはアバビル-2、3、4、5の4つの主要な型があり、そのうちアバビル-2には複数の派生型があり、費用対効果の高い安価なドローンと見なされている。
アバビルの計画はイラン・イラク戦争の間に開始された。1990年代に開発されたアバビル-2は初歩的な監視能力を持ち、徘徊型兵器としての運用も可能だったが、主にターゲット・ドローンとしての使用が主流だった。2000年代にになると、より大型で高性能な偵察監視用のアバビル-3が導入され、監視能力が向上した。アバビル-4に関する情報は殆ど公開されてないものの、2022年の陸軍記念日に初めて確認された。アバビル-5はアバビルの最新型で、ペイロードと航続距離が強化されている。しかし全体としては、アバビルは単純安価で使いやすい、かなり荒削りなシステムと評されている。
アバビル-2とアバビル-3は、中東やその他の政府や準軍事組織に広く輸出され、2006年レバノン侵攻、イラク戦争、南スーダン内戦、シリア内戦、イラク内戦、イエメン内戦 (2015年-)などで使用された。2022年に公開されたアバビル-4とアバビル-5は、イランでのみ運用されているとみられている。

## 開発
アバビルの初期の計画は不明だが、1986年にアバビル計画がコッズ・アビエーション・インダストリー・カンパニーに承認され、1993年に最初の機体が納入されたとされる イランの軍事専門家ギャレン・ライトは、この計画は1980年代半ばにイラン・エレクトロニクス・インダストリーズで始まり、1986年に量産を開始、イラン・イラク戦争で使用された可能性があると書いている。

## 派生型
アバビルは文書化が不十分な多数の派生型で構成され、多くの情報源でAbabil-S (Ababil-5の誤読や混同に基づく呼称)が報告されている。

### アバビル-1
アバビル-1は1980年代に製造された無名の徘徊型兵器で、公開された仕様や写真も無く、実戦投入の有無も不明である。現在は生産されていないと考えられている。
ある情報源はアバビル-1は本質的にアバビル-2の試作型で、40kgの爆薬を搭載した自爆ドローンと説明している。

### アバビル-2

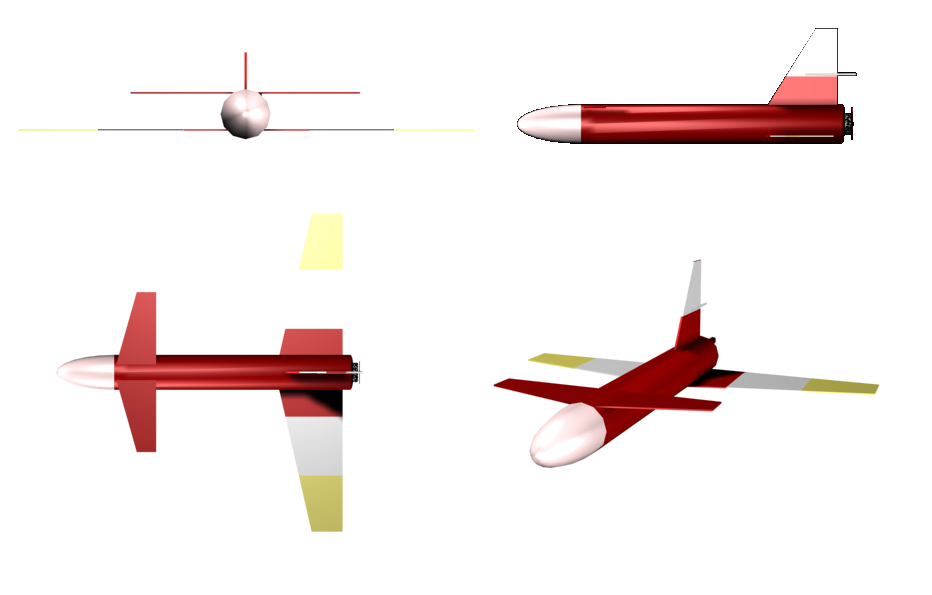
Artist's impression of Ababil-2

アバビル-2は改良された飛行制御システムを備えた派生型。Jane's報告ではアバビル-2の初飛行は1997年、ギャレン・ライト(Galen Wright)は1992年に生産に入ったとされ、どちらの情報源もアバビル-2が1999年に公開されたことで一致している。また一部の情報源ではアバビル-2を「アバビルII」と記述している。

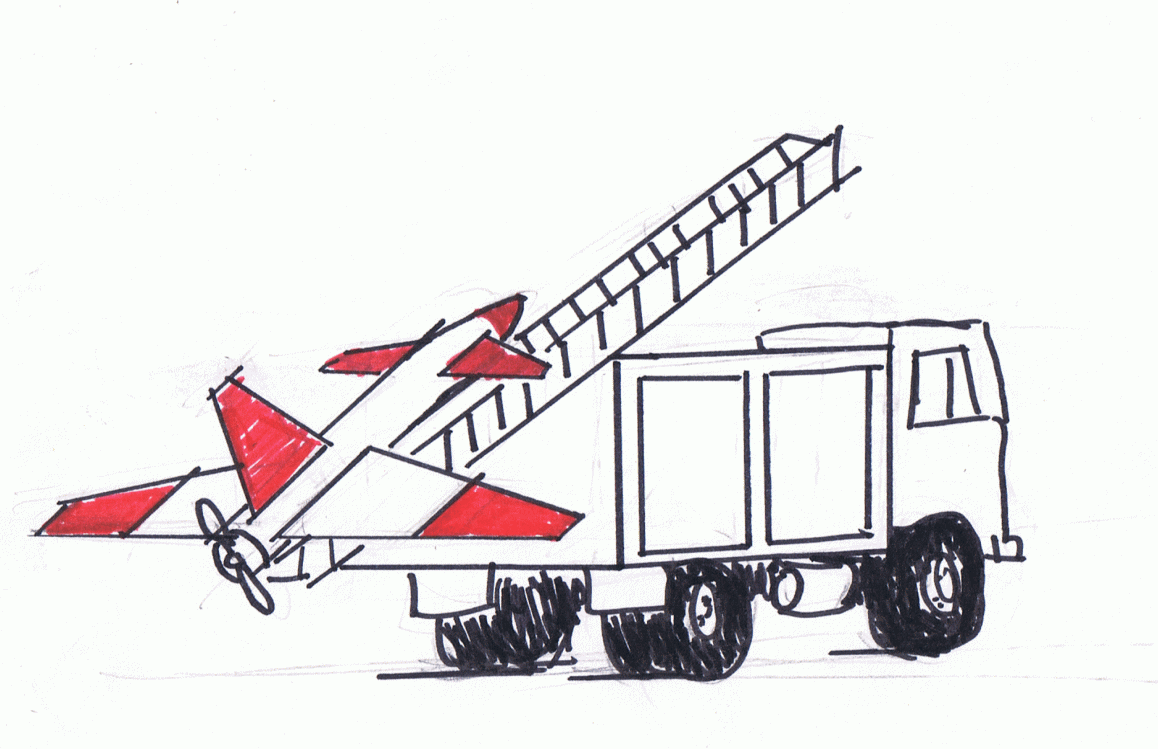
Artist's impression of an Ababil-R being launched from a pneumatic truck launcher.

アバビル-2は円筒形の胴体、後部主翼とカナード翼、後退角付きの垂直尾翼、 シンプルな2翅の推進式プロペラを装備し、失速安定性と操縦性に優れている。アバビル-2の全ての型の航続距離は100km以上で、GFRP素材のアバビル-Tを除く全ての型が全金属構造となっている。
アバビル2号はJATOゼロ距離射出システムまたはメルセデス・ベンツ911トラックの空圧射出機から射出できる。 JATOは船の甲板で使用でき、携帯性のために分解組み立てが可能。回収はパラシュートを使い4 m/sで降下するか、スキッドを使用して従来の滑走路や飛行場に着陸する。また一部の機体には着陸装置を装備している。

#### 無人標的機型
最も一般的なアバビル-2の派生型は防空部隊の訓練に使用されるターゲットドローン型である。この派生型の名称は不明だが、Jane's報告によると「アバビル-B」と呼称されている。アバビル-Bの作戦装備は、音響接近計測装置、赤外線端末、レーダーリフレクターである。この派生型は最古のアバビル-2で、2001年に就役したとみられている。

#### 偵察監視型

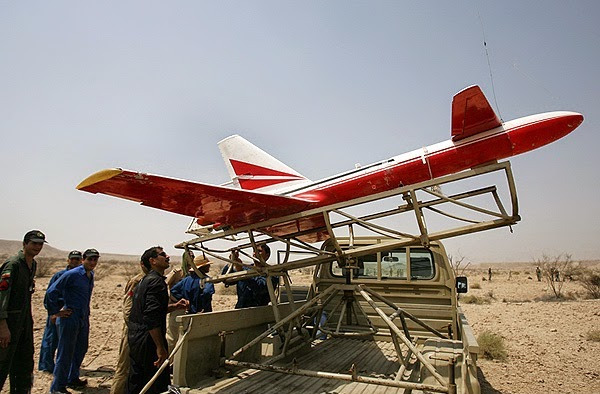
An Iranian Ababil-B on a JATO launcher.

アバビル-2偵察型の名前も不明だが、これは「アバビル-S」と呼ばれているとされる。 また一部の情報源では「アバビル-R」と呼称している場合もある。ギャレン・ライトは、他の偵察無人機と比べ初歩的な監視能力しかないと評価している。

#### 双胴型
アバビル-2には双胴の短中距離攻撃型も存在し、一部の情報源はこれを「アバビル-T」と名付けている。この派生型は、偵察監視、ターゲットドローン、または使い捨ての攻撃弾頭を装備できる。これは恐らくヒズボラのMirsad-1無人偵察機と同型機で、フーシ派の作戦でQasef-1と改名された可能性がある。

#### アバビル-CH
アバビル-CHはアバビル-Tと同様に双胴型で、アバビル-Bのようにターゲットドローンとして使用される。ただし機体サイズはアバビル-Tより少し大きいとされる。

#### カセフ-1
カセフ-1とカセフ-2Kはアバビル-2をベースにしており、30kgの弾頭を搭載できる。。カセフはイエメンのフーシ派のみが運用しており、主にMIM-104パトリオット地対空ミサイルのレーダーを攻撃するために使用される。カセフ-1は2016年後半から使用されており、幾つかはイエメンへの輸送中に迎撃されている。これらは名前を変更または改造したアバビル-Tを爆装したものである可能性がある。
フーシ派は自らカセフ-1を製造していると主張しているが異論も有り、実際はイラン製であるという疑惑がある。

### アバビル-3

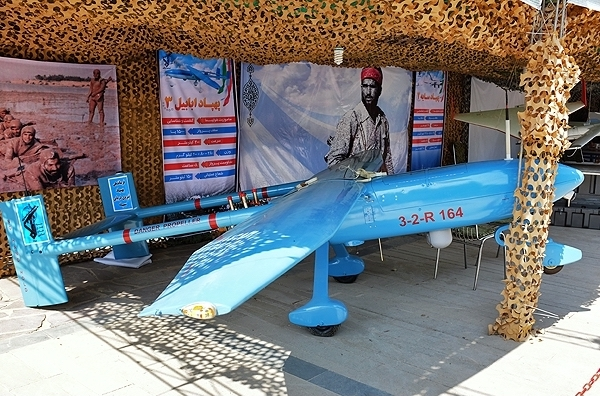
An Iranian Ababil-3. Note that with a mid-body wing, twin tailbooms, and horizontal tail, the Ababil-3 is very different from other Ababils.

アバビル-3はアバビルを完全に再設計し改良された偵察監視型。より優れた機器を搭載し、より長く滞空することができる。また名称は「アバビルIII」とする資料もある。アバビル-3は南アフリカ共和国のデネル・ダイナミクス・シーカーの、特にシーカー2D型に基くと考えられている。またこの派生型はアバビル-2よりも輸出先も多く、2006年までに部品の製造、2008年までに生産に入ったことが知られているアバビル-3は2010年に正式に発表された。

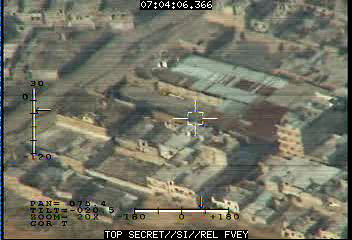
The Ababil-3 can collect real-time video.

アバビル-3の機体は円筒形の胴体と高翼配置の直線的なテーパー主翼で、機体後端はH字型のツインブームとしている。翼幅は翼幅は約7mで、アバビル-2(翼幅は約3m)より大型化している。エンジンはドイツのLimbach Flugmotoren社のエンジンを使用しているが、他の情報源では、中国製のL550やイランの複製品の搭載を示唆しており、、またアバビル-3の他の特定部品は、アイルランドの防衛請負業者から供給されていた。

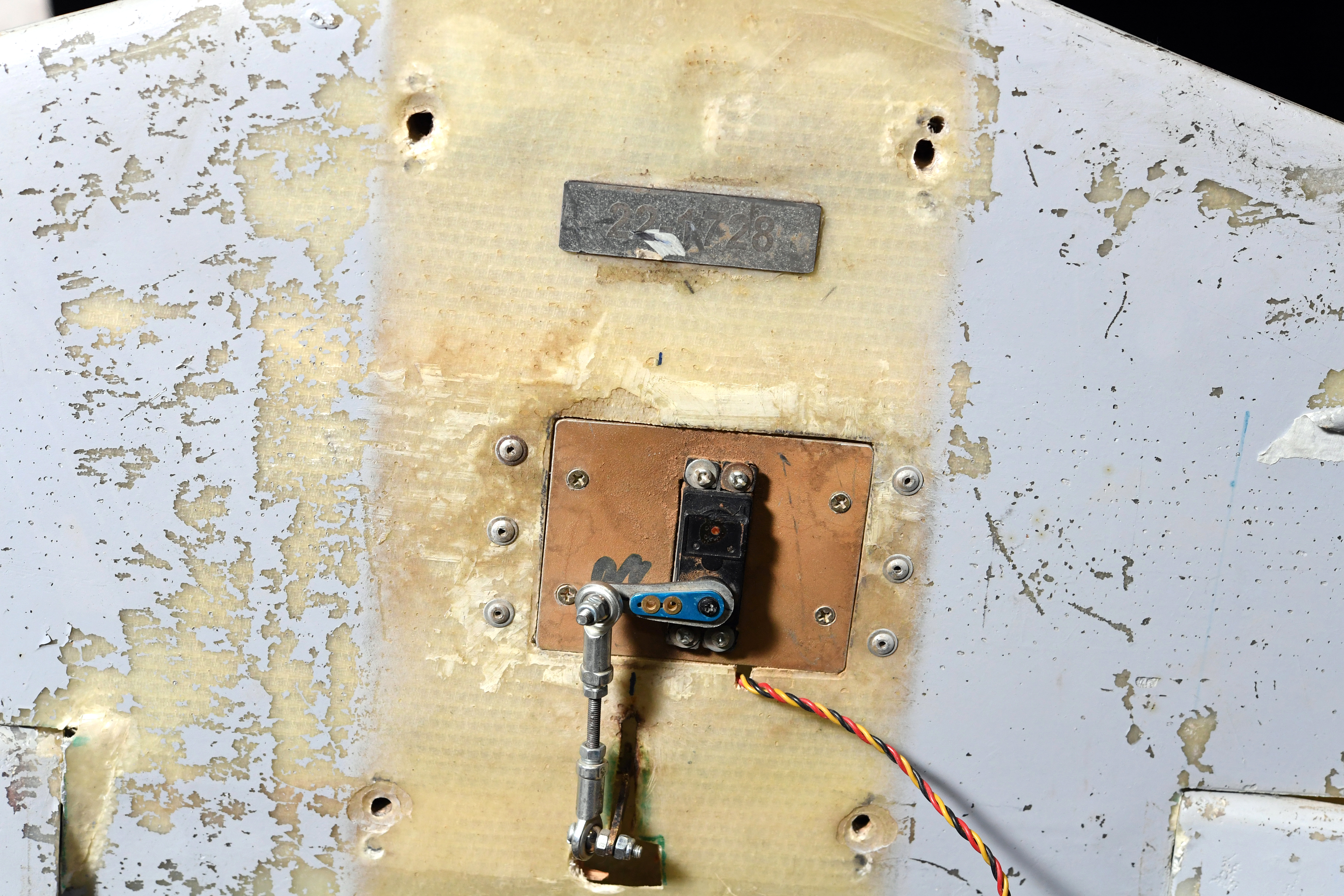
イエメンのフーシ派から回収されたカセフ-1とみられる残骸。アバビル-Tと同様のグラスファイバー構造が、鮮明に確認できる

イラクのISIS支配地域上空で撃墜されたアバビル-3の分析では、明らかな機械的故障とアバビル-3が複合材料で作られていることが発見された。。エンジンには表面が平坦なシリンダーヘッドを持ち、イランで製造されたのか中国で製造されたのかは不明であるが、設計は全体的に「非常に経済的」で、アバビル-3は低コストで設計製造されている。また撃墜されたアバビル-3には多くの欠陥があり、これは製造や現場での取り扱いが不十分であった可能性がある。
アバビル-3はバンダル・アッバス近くの町ミナブ郊外の滑走路を拠点としているが、バンダル・アッバース国際空港も拠点としていることが知られている。またアバビル-3はRQ-2と比較される場合がある。
アバビル-3の最大速度は約200km/h、航続距離は往復で100km、上昇限度は5,000m、飛行可能時間は4時間とされる。生産数は2019年7月時点で、217機と推定されている。
2014年、イランはアバビル-3の暗視能力を開発したと発表した。2020年時点で、イランはアバビル-3の武装型を保有している。
アバビル-3はシリア内戦で広く使用され、シリア軍は、クラスノポールによる高精度の砲撃、複数のISTARおよび無人戦闘航空機として本機を使用している。これらはシリア科学研究研究センターのライセンスに基づいて作成されている。
2019年7月、パキスタン領内でアバビル-3が墜落または撃墜された.

### アバビル-4
2022年までにイランはアバビル-4を軍事演習や軍事パレードで使用していたが、それに関する情報は殆ど公開されていなかった。アバビル-4は、アバビル-3よりも航続距離と飛行可能時間が長く、偵察監視、戦闘に使用できるとされる。

### アバビル-5

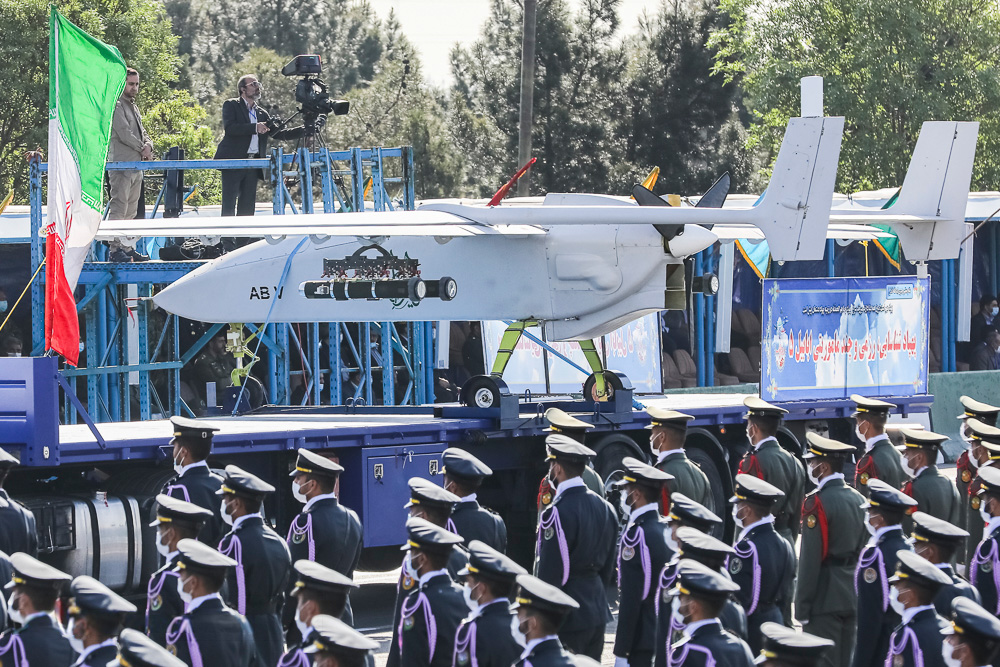
アバビル-5

アバビル-5は2022年4月18日のイラン陸軍の記念日に初めて公開された。エンジンには915馬力のRotax-141エンジンを搭載し、戦闘任務で12時間、偵察任務でで最大24時間の飛行時間を誇る。また射程10kmの対戦車誘導ミサイル4基(Almas series) 、12.5~40kgの範囲でQaem-1 精密誘導爆弾 6発(Qaem series) 20kg~40kgの範囲で4つのQaem-5のいずれかを搭載でき、偵察監視や戦闘に使用できる 。

## 運用

### イラン
アバビルの設計開発国であるイランはアバビルUAVの主要な運用国で、主に防空部隊の訓練のために多数のアバビル-2を、偵察監視用にアバビル-3を運用している。

### レバノン

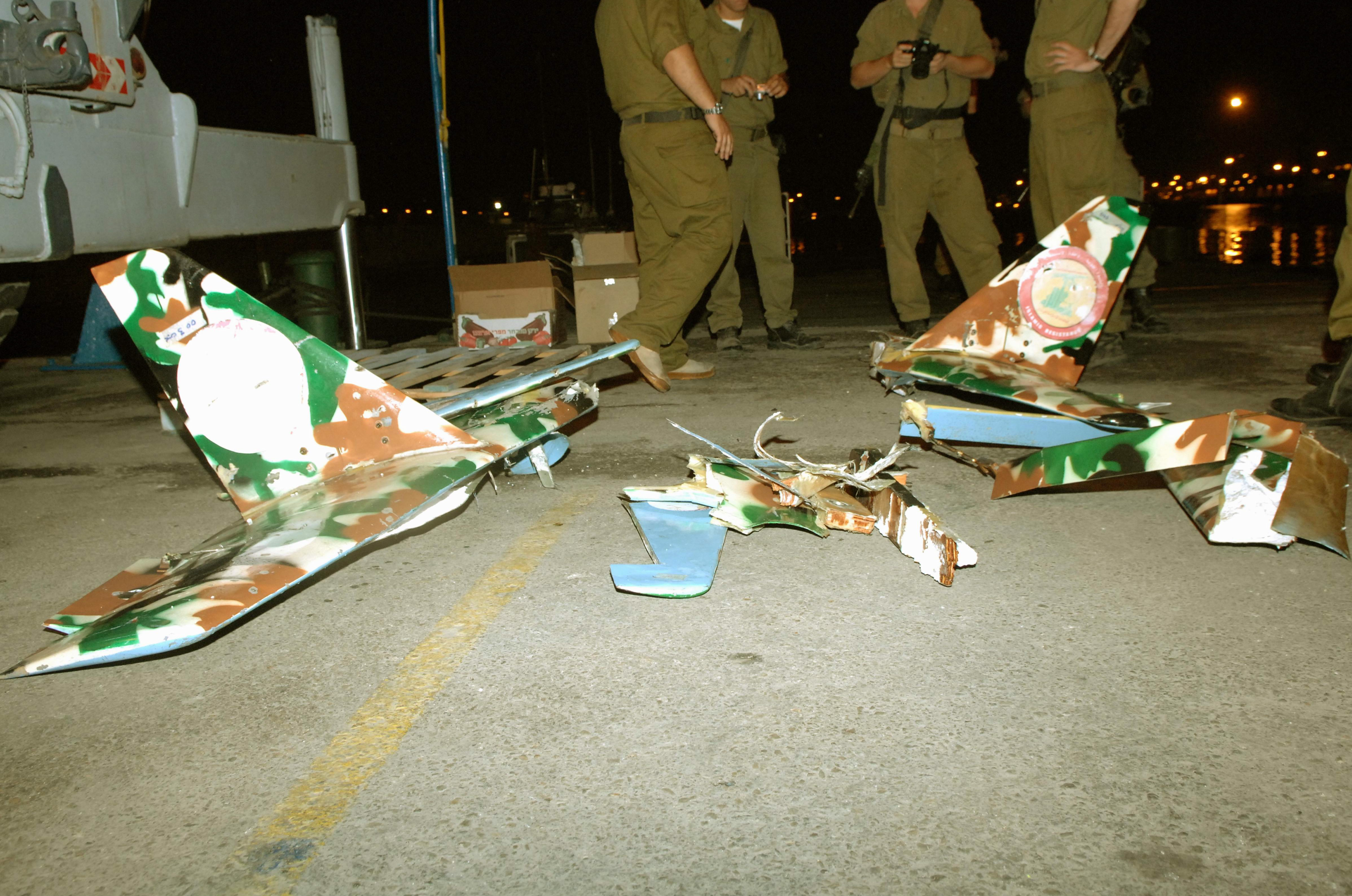
2006年8月7日に回収されたヒズボラのアバビル-2の残骸。

ヒズボラは2002年に双胴型のアバビル-2を二2機購入し、「Mirsad-1」の名称で使用していた。イスラエルによれば、ヒズボラは2006年のレバノン侵攻以前に少なくとも12機のアバビルを取得しており、この紛争中に3機のアバビルが発射されたとしている。
最初のアバビルは2006年8月7日、イスラエルの北部沖でイスラエルのF‐16に撃墜された。2機目のアバビルは8月13日にレバノン国内で墜落。3機目のアバビルはイスラエル北部国境のすぐ内側で別のF‐16によって撃墜された。2009年時点でヒズボラは複数のアバビルを保有しているとされているが、保有数は12機〜30機に及ぶとする推計もある。ヒズボラは2018年までにMirsad‐1が退役したと述べている By 2018, Hezbollah stated that the Mirsad-1 had been retired from service.。
ヒズボラはレバノンのベッカー渓谷に大型の飛行場を建設しており、ここではより大型のアバビル‐3が運用できるとの憶測がある。ただしヒズボラがアバビル‐3を運用しているかどうかは不明である。

### スーダン
スーダンでもアバビル-3が運用されており、2008年、偵察任務中にアバビル‐3が墜落または撃墜された。
2012年3月13日、スーダンのアバビルが南コルドファンのトロジ付近で任務中に消息を絶った。スーダン人民解放運動-北部(SPLA‐N)は地上砲火で撃墜したと発表したが、スーダン政府は機械的故障と述べている。

### イラク

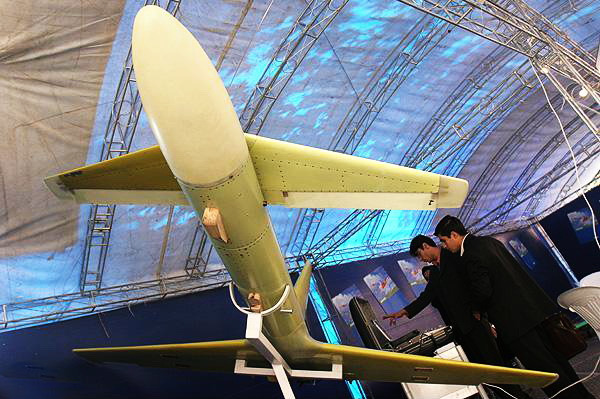
The underside of an Ababil-2.

2009年3月16日、イラクで活動中のアメリカのF-16が2009年2月25日にイラク領空を飛行していたイランのアバビル-3無を撃墜したと発表。当該機はバグダッドの北東約60マイル、イラク領内12マイルのディヤラ県バラド・ルズ町の近くに墜落した。イラクの国防省と内務省の当局者は、無人機がイランの武器をイラクへ密輸するルートを偵察していた可能性を示唆したが、ニューヨーク・タイムズは無人機の墜落地点近くのキャンプ・アシュラフの人々など、イラク内のイラン人反体制派を監視していたと推測している。イラク国防省の軍事作戦責任者アブドゥル・アジズ・モハメド・ジャシムは「イラク内10kmを越えたので、間違って侵入した可能性が高い」と述べた。
近年ではアバビル-3はイラク内戦で広く使用され、最初の使用は2014年夏のモスル陥落の直後にラシード空軍基地から始まった。

### シリア
アバビル-3は2012年からシリア内戦で使用されており、主にシリア軍が使用している。アバビルはこの戦争で最も使用された無人機の一つで、特にダマスカスで多く確認されている。

### ガザ地区
2014年12月14日、ハマスの戦闘員はハマス設立27周年の記念パレードでガザ地区上空に無人航空機を飛ばし、イスラエルの情報筋はこの機をイラン製のアバビルと特定した。2021年のガザ紛争でもアバビルが使用された。

### イエメン

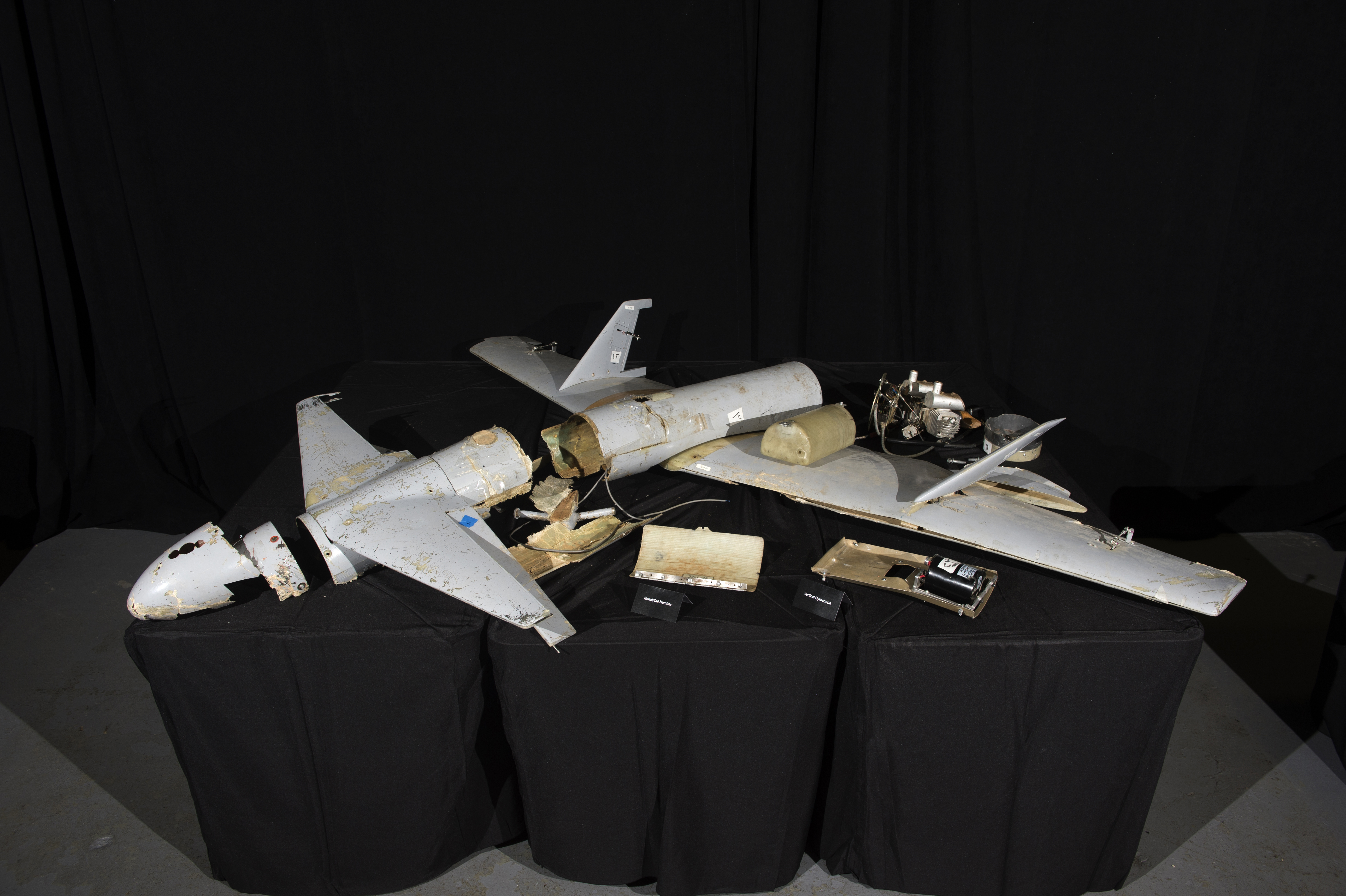
イエメンのカセフ-1の残骸。

イエメンの反政府勢力フーシ派は、サウジアラビアとUAE首長国のレーダー砲台を標的にするため「カセフ-1」の名称でアバビル-Tを運用している。フーシ派によれば、「カセフ-2K」と名付けられたアバビルの新たな派生型は、高度20mで爆発し、標的に榴散弾を降らせるよう設計されており、イエメン連合軍が支配するアル・アナド空軍基地への攻撃に使用された Najran, 840 km southwest of Riyadh on the Saudi-Yemen border also has been receiving Houthi drone attacks.。(詳細は2016年のアル・アナド基地への攻撃)
2019年9月14日のフーシ派のサウジアラビアの石油施設への攻撃後、サウジアラビアはミサイル装備のF-15 (航空機)にパトリオットのような地上配備型高高度ミサイルでは迎撃困難な低空飛行無人機を迎撃するよう命じ、その後、複数のドローンが撃墜されている。2021年3月7日、フーシ派がサウジアラビアの複数の石油施設を攻撃した際、サウジアラビアのF-15はAIM-9サイドワインダー赤外線誘導ミサイルを使用して複数の攻撃用無人機を撃墜し、少なくとも2機のサマド-3と1機のカセフ-2Kを撃墜した。
2021年3月30日に公開されたサウジアラビアの国境警備隊が作成した動画では、サウジアラビアのF-15がフーシ派のカセフ-2KにAIM-120ミサイルを近距離から発射し、撃墜する様子が映っている。

## 運用している国・組織

### 現在の運用国
- イラン[52]
  - イスラム革命防衛隊航空宇宙軍： アバビル-1,-2,-3,-4,-5を運用中。
  - イラン空軍：アバビル-3,-4,-5を運用中。
  - イラン陸軍：アバビル-2を運用中。
- イラク: アバビル-3を運用中。[53]
- スーダン: 「ザギルⅢ-B (Zagil III-B)」の名称でアバビル-3を運用中。[41]
- タジキスタン アバビル-2をライセンス生産して運用中。[54]

### 過去の運用国
- シリア：2024までに退役。
  - シリア陸軍：アバビル-2,3をライセンス生産して運用していた。[1][52]
- スーダン共和国 (1985-2019)（英語版）：「ザギルⅢ-B (Zagil III-B)」の名称でアバビル-3を運用していた。[41]

### 組織
- ハマス
- ：フーシ派「カセフ-1」の名称でアバビル-Tを運用。
- ヒズボラ：「Mirsad-1」の名称でアバビル-2を運用。
- カタイブ・ヒズボラ（英語版）：「Basir-1」の名称でアバビル-3を運用。
- リビア国民軍：アバビル-2を運用。[55]

## 仕様 (アバビル-2)
諸元
- 乗員：無し
- 全長：2.88m
- 全幅：3.25m
- 全高：0.91m
- 翼面積：1.76m2
- 空虚重量：30kg
- 基本重量：40kg
- 最大離陸重量：83kg
- ペイロード：40kg
- 燃料搭載量：16L

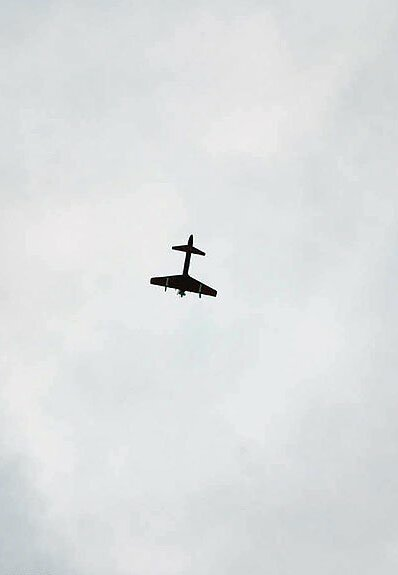
地上から見たアバビル-2。

- 動力：WAE-342 2気筒25馬力ピストンエンジン×1
- プロペラ：2翅の固定プロペラ

性能
- 巡航速度：250-305km/h
- 最大速度：370km/h (200kn)
- 戦闘行動半径：104.6km (65mi)
- 飛行可能時間：75~120分
- 上昇限界：3,000m